# Circuito de Getxo
De Circuito de Getxo is een eendaagse wielerwedstrijd met start en aankomst in de stad Getxo in Baskenland, Spanje. De wedstrijd werd voor het eerst verreden in 1924. Sinds het overlijden van de Baskische wielrenner Ricardo Otxoa, die in 2001 tijdens een oefenrit verongelukte, wordt deze wedstrijd ook de Memorial Ricardo Otxoa en later de Memorial Hermanos Otxoa genoemd. De koers is opgenomen in de UCI Europe Tour in categorie 1.1. 

## Lijst van winnaars

### Meervoudige winnaars
| Overwinningen | Renner                  | Land   | Jaren            |
| ------------- | ----------------------- | ------ | ---------------- |
| 3             | Federico Ezquerra       | Spanje | 1935, 1940, 1942 |
| 2             | Francisco Cepeda        | Spanje | 1925, 1929       |
| 2             | Julián Berrendero       | Spanje | 1941, 1944       |
| 2             | Cipriano Aguirrezabal   | Spanje | 1945, 1946       |
| 2             | Oscar Elguezabal        | Spanje | 1951, 1952       |
| 2             | Hortencio Vidaurreta    | Spanje | 1953, 1957       |
| 2             | Antonio Barrutia        | Spanje | 1954, 1961       |
| 2             | Roberto Morales         | Spanje | 1959, 1962       |
| 2             | Antonio Gomez del Moral | Spanje | 1965, 1966       |
| 2             | Juan José Lobato        | Spanje | 2011, 2013       |
| 2             | Carlos Barbero          | Spanje | 2014, 2017       |

### Overwinningen per land
| Overwinningen | Land |
| ------------- | --- |
| 61            | Spanje |
| 5             | Italië |
| 4             | Nederland |
| 1             | België, Denemarken, Duitsland, Finland, Frankrijk, Kazachstan, Mexico, Portugal, Verenigd Koninkrijk, Zwitserland |

1924 · 1925 · 1926 · 1927 · 1928 · 1929 · 
1930 · 1931–1933 · 1934 · 1935 · 1936–1939 · 
1940 · 1941 · 1942 · 1943 · 1944 · 1945 · 1946 · 1947 · 1948 · 1949 · 
1950 · 1951 · 1952 · 1953 · 1954 · 1955 · 1956 · 1957 · 1958 · 1959 · 
1960 · 1961 · 1962 · 1963 · 1964 · 1965 · 1966 · 1967–1979 · 
1980 · 1981 · 1982 · 1983 · 1984 · 1985 · 1986 · 1987 · 1988 · 1989 · 
1990 · 1991 · 1992 · 1993 · 1994 · 1995 · 1996 · 1997 · 1998 · 1999 · 
2000 · 2001 · 2002 · 2003 · 2004 · 2005 · 2006 · 2007 · 2008 · 2009 · 
2010 · 2011 · 2012 · 2013 · 2014 · 2015 · 2016 · 2017 · 2018 · 2019 · 
2020 · 2021 · 2022 · 2023 · 2024 · 2025